# Kensington Market
Kensington Market est un quartier multi-culturel au centre de la ville de Toronto en Ontario au Canada. Il s'agit de l'un des quartiers les plus anciens et les plus connus de la ville. En novembre 2006, il est devenu lieu historique national du Canada.
Les limites communément admises pour ce quartier sont College Street au nord, Spadina Avenue à l'est, Dundas Street au sud et Bellevue Avenue à l'ouest. Le quartier possède de nombreuses échoppes éclectiques, de nombreux cafés et des attractions qui se situent pour la plupart le long de Augusta Avenue et aux abords de Nassau Street et Kensington Avenue.

## Historique
Au cours des années 1880, des maisons furent construites sur de petits terrains afin d'accueillir des immigrants irlandais et écossais. Plusieurs de ces maisons subsistent encore dans le quartier, en particulier le long de Wales Avenue. Ces bâtisses ont par la suite été habitées par des vagues successives d'immigrants au cours des décennies qui ont suivi.

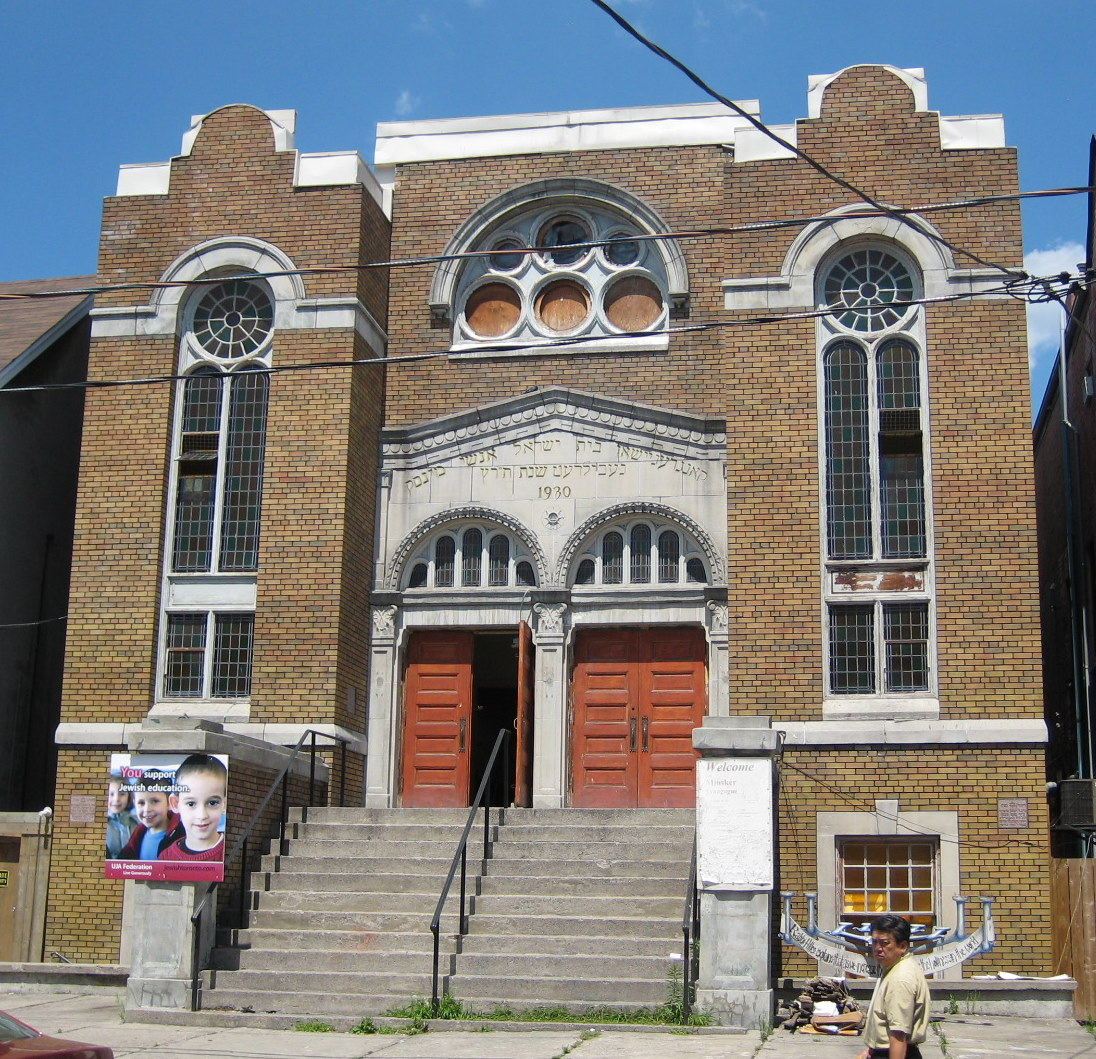
Minsk Congregation Synagogue (1930)

Au début du XXe siècle, le quartier fut peu à peu construit par des immigrants juifs originaires d'Europe de l'Est ainsi que quelques immigrants italiens. Le quartier devint l'un des plus pauvres de Toronto avec une forte densité de population résidant dans des habitations bondées. Depuis son origine, on trouvait sur le marché des marchandises importées depuis les pays d'origine des différentes communautés d'immigrants.
Kensington fut aussi connu comme le "marché juif" (Jewish Market). On y trouvait en effet de nombreux tailleurs, fourreurs et boulangers de confession juive. Près de 60000 juifs vivaient dans ou aux alentours de Kensington Market au cours des années 1920 et 1930. Ils y érigèrent une trentaine de synagogues.
Après la Seconde Guerre mondiale, la majorité de la population juive se déplaça vers le nord dans des quartiers plus prospères. Au cours des années 1950, un grand nombre d'immigrants originaires des Açores fuyant la dictature d'António de Oliveira Salazar, s'installèrent dans le quartier. L'arrivée de vagues successives d'immigrants en provenance des Caraïbes et d'Asie de l'Est changea peu à peu le visage du quartier le rendant de plus en plus cosmopolite. La guerre du Viêt Nam provoqua l'arrivée de réfugiés politiques américains. Au cours des années 1980 et 1990, le quartier accueillit des immigrants de Somalie, Éthiopie, Soudan, Iran, Viêt Nam et d'autres théâtres de conflits.
De nos jours, le quartier est devenu une attraction touristique et l'un des centres de la vie culturelle de Toronto. En novembre 2006, Kensington Market fut déclaré site historique national.

## Kensington dans la culture populaire et la musique
L'ancien maire de Toronto Mel Lastman et l'acteur Al Waxman sont nés et ont grandi tous les deux à Kensington Market. Al Waxman joua en particulier le premier rôle dans la série télévisée de la CBC : King of Kensington qui décrit la vie d'un propriétaire d'épicerie dans le quartier de Kensington Market aidant ses voisins et ses amis à résoudre leurs problèmes. Après la mort de Al Waxman en 2001, une statue fut érigée en son honneur à l'angle nord-ouest du Bellevue Square Park.
En plus de "King of Kensington", Kensington Market a été le lieu de tournage des séries télévisées Twitch City et Rintintin junior ainsi que des scènes d'émeutes de rue dans Police Academy.
Kensington Market fut le cadre d'origine de la nouvelle de Cory Doctorow Someone Comes to Town, Someone Leaves Town.
De nombreux groupes de punk et de metal furent fondés ou ont résidé dans le quartier : par exemple Bunchofuckingoofs et Armed and Hammered. Le groupe torontonien Bedouin Soundclash a filmé en partie son clip When the Night Feels My Song dans et aux alentours du marché.
Le programme pour enfant quotidien de la CBC comporte des séquences mettant en scène Mamma Yamma, qui possède un étal de légumes à Kensington Market.
En 1999, Robert Fulford a écrit "Kensington today is as much a legend as a district. The (partly) outdoor market has probably been photographed more often than any other site in Toronto."

## Sources
- (en) Cet article est partiellement ou en totalité issu de l’article de Wikipédia en anglais intitulé « Kensington Market » (voir la liste des auteurs).